# Our Love Story
Pour plus de détails, voir Fiche technique et Distribution.
Our Love Story (연애담, Yeonaedam) est un film sud-coréen écrit et réalisé par Lee Hyun-ju (en), sorti en 2016.

## Fiche technique
- Titre : Our Love Story
- Titre originam : 연애담 (Yeonaedam)
- Réalisation : Lee Hyun-ju (en)
- Scénario : Lee Hyun-ju
- Musique : Choi Yong-rock
- Production : Kim Bo-ra
- Société de production :
- Société de distribution :
- Pays d'origine :  Corée du Sud
- Langue originale : coréen
- Genre : Drame, romance saphique
- Durée : 99 minutes (1 h 39)
- Dates de sortie :
  -  Corée du Sud :
    - 1er mai 2016 au Festival international du film de Jeonju
    - 3 juin 2016 au SIWFF
    - 17 novembre 2016

  -  Espagne : 21 septembre 2016 au Festival international du film de Saint-Sébastien
  -  Canada : 3 octobre 2016 au Festival international du film de Vancouver
  -  Pologne : 8 octobre 2016 au Festival international du film de Varsovie
  -  Japon : 24 novembre 2016 au Tokyo Filmex

## Distribution
- Lee Sang-hee (en) : Yoon-ju
- Ryu Sun-young : Ji-soo
- Kim Jong-soo
- Park Keun-rok